# Нанопечатная литография

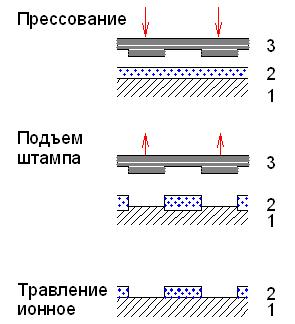
Схема нанопечатной литографии (остатки резиста на вдавленных участках анизотропно вытравливаются):
1) подложка,
2) резист,
3) штамп.

Нанопечатная литография (англ. nanoimprint lithography) — технология, предназначенная для переноса изображения наноструктуры или электронной схемы на подложку с покрытием и включающая деформацию покрытия штампом с последующим травлением деформированного покрытия и формированием на подложке наноструктуры или элементов электронной схемы.

## Описание
В нанопечатной литографии изображение образуется за счёт механической деформации полимерного покрытия (резиста) пресс-формой (штампом), а не путём изменения химической структуры покрытия с помощью облучения, как в литографии с экспонированием. Исключение из технологического процесса облучения резиста через маску упрощает производство. С помощью нанопечатной литографии можно получать наноструктуры размером менее 10 нм на достаточно больших площадях, что недоступно для всех других методов литографии.